# María Daniela Velasco
María Daniela Velasco Rodríguez (sinh ngày 21 tháng 8 năm 1993) là một người mẫu, hoa hậu và nhà nhân chủng học người Venezuela, người đã đăng quang Hoa hậu Trái Đất Venezuela 2021. Cô cũng đại diện choQuận thủ đô tại Hoa hậu Trái Đất Venezuela 2017 và lọt vào Top 7. Velasco đại diện cho Venezuela tại cuộc thi Hoa hậu Trái Đất 2021 và lọt vào Top 8.